# Менсисова ехимипера
Менсисова ехимипера или бандикут реке Флај (Echymipera echinista) је врста сисара торбара из реда Peramelemorphia.

## Распрострањење
Ареал врсте је ограничен на једну државу. Папуа Нова Гвинеја је једино познато природно станиште врсте.

## Станиште
Станишта врсте су шуме и речни екосистеми. Врста је по висини распрострањена од нивоа мора до 1.000 метара надморске висине. Врста је присутна на подручју острва Нова Гвинеја.

## Угроженост
Подаци о распрострањености ове врсте су недовољни.